# Streichlinie

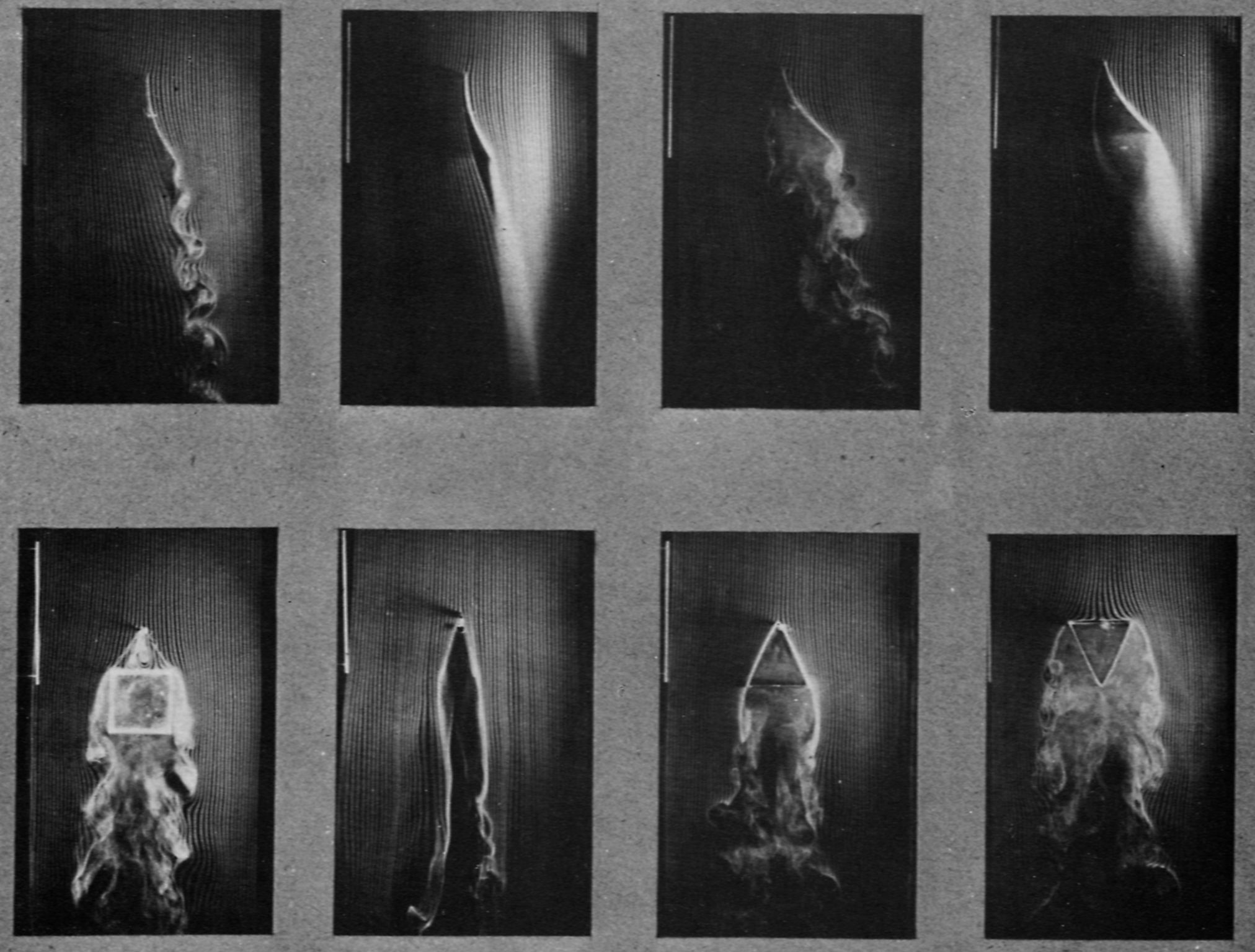
Streichlinien aus Rauch zeigen die Strömung um verschiedene Objekte in einem Windkanal.

Eine Streichlinie (engl. streakline) zeichnet in der Strömungslehre den Pfad mehrerer Partikel nach, die nacheinander an derselben Position eines Strömungsfeldes losgelassen werden. Ein anschauliches Beispiel ist eine Kette von Bojen, die nacheinander von einem Steg aus in einen Fluss gesetzt werden, oder der Abgasstrom eines Schornsteins.
Streichlinien sind zusammen mit Stromlinien, Bahnlinien und Zeitlinien Bestandteil des Visualisierungskonzeptes „Charakteristische Linien“ für Strömungsfelder. Im Falle stationärer Strömungen unterscheiden sich Stromlinie, Streichlinie und Bahnlinie nicht.

## Berechnung
Falls das zeitabhängige Geschwindigkeitsfeld {\displaystyle {\vec {u}}({\vec {x}},t)} bekannt ist, können Streichlinien durch numerische Integration der folgenden Anfangswertprobleme berechnet werden:
{\displaystyle {\begin{cases}\displaystyle {\frac {d{\vec {x}}_{\tau }}{dt}}={\vec {u}}({\vec {x}}_{\tau },t)\\[1.2ex]{\vec {x}}_{\tau }(t=\tau )={\vec {x}}_{0}\end{cases}}}
wobei {\displaystyle \tau } die von {\displaystyle {\vec {x}}_{0}} ausgehende Streichlinie parametrisiert.